# 반찬등속
반찬등속은 충청북도 청주시 상당구 명암동 국립청주박물관에 있는 필사본 책이다. 2019년 7월 5일 충청북도의 유형문화재 제381호로 지정되었다.

## 지정 사유
'반찬등속'은 1913년 12월 24일에 필사가 완료된 것으로 보인다. 책 내용은 음식의 종류에 따라 재료와 조리법을 한글로 설명하였고 한자와 한자성어 등을 적어놓았다.
현재 우리나라 특히 청주(충북)지역 전통음식과 관련된 책이 많이 남아 있지 않은데 이 책에 기록된 내용을 통해 당시의 식재료와 양반가의 식생활 등을 가늠해 볼 수 있으며, 한글사용과 관련된 언어생활도 확인해 볼 수 있는 중요한 자료이다.

## 참고 문헌
- 반찬등속 - 국가유산청 국가유산포털